# Ramsee

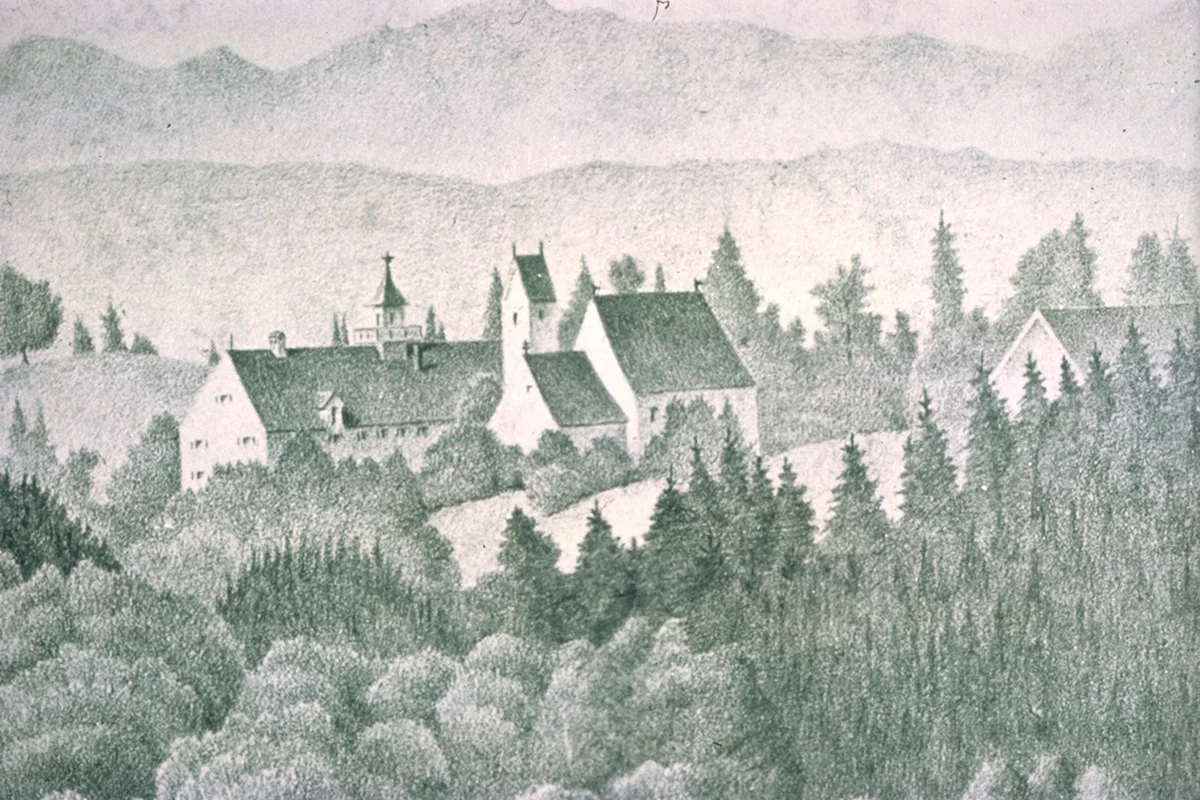
Ramsee

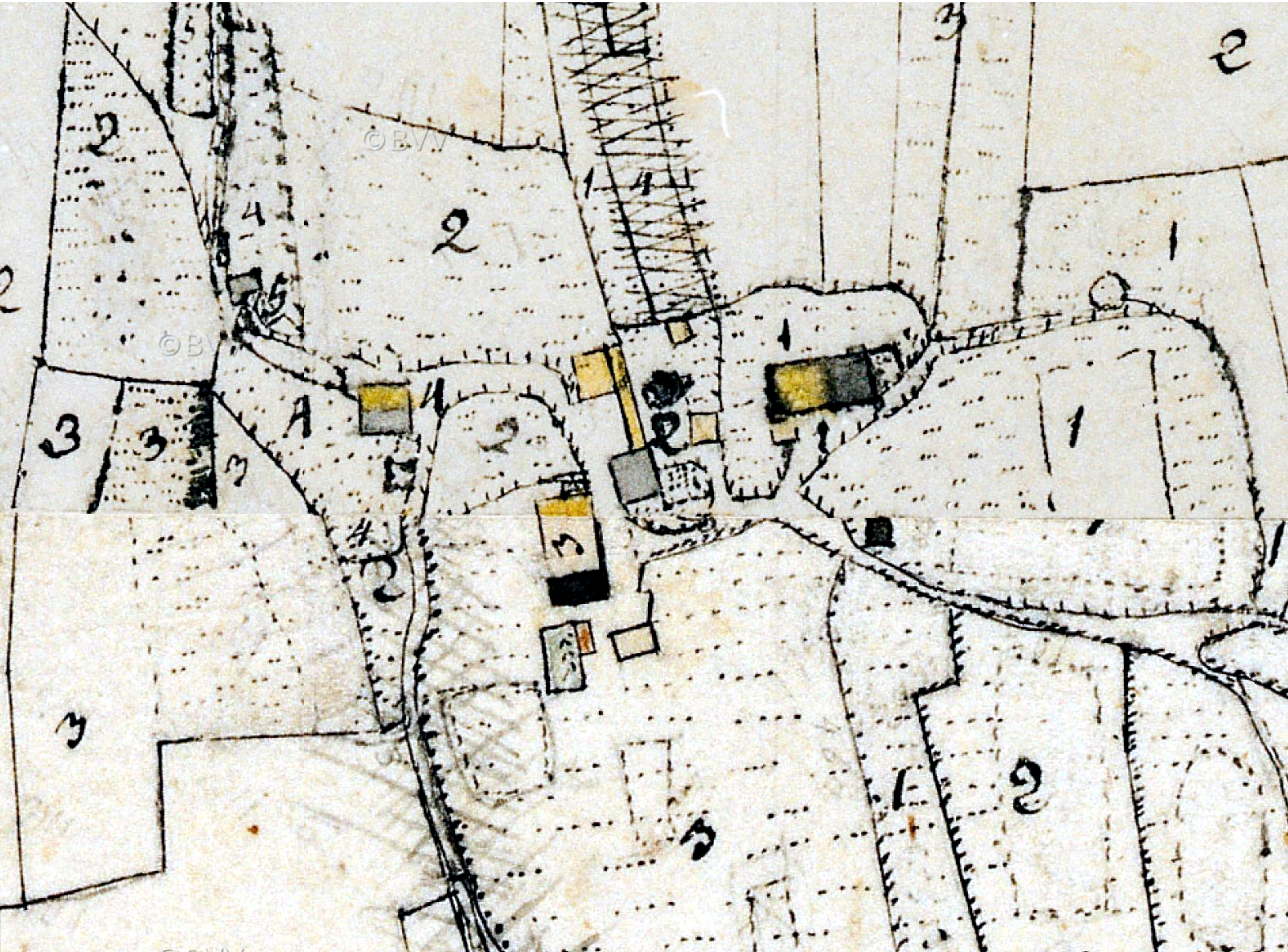
Ramsee auf dem Urkataster (ca. 1835/50)

Ramsee war ein Ort zwischen Andechs und Wartaweil, 40 km südwestlich von München am Ammersee auf dem heutigen Gemeindegebiet von Herrsching am Ammersee in Bayern (Deutschland).

## Geschichte
Ramsee wird erstmals 1223 unter Sifrious de Ramesoue, Ministeriale der Grafen, als Zeuge erwähnt. Erst 1280 wird das Dorf im herzöglichen Urbar verzeichnet. 1445 erscheint Ramsee dann im Herdstättenverzeichnis. Um 1800 zählt Ramsee 6 Häuser und 42 Einwohner. 1849 brennen drei Gebäude und später noch eine Sölde ab. 1852 wird das gesamte Dorf von dem Klostergutbesitzer Felix Christian Wieninger aufgekauft. Sieben Jahre später verkauft er das Dorf mit Gewinn an den Staat weiter, welcher es bis auf die Kirche abreißen lässt und einen Wald pflanzt. 1864 wird das letzte Gebäude, die Kirche, abgerissen. Die Glocken der Kirche wurden 1871 in die Friedenskapelle des oberhalb gelegenen Erling übernommen. 1937 wird das Ramseer Gebiet Herrsching zugeteilt.

## Überreste
Heute deutet abgesehen von einem Gedenkstein am Standort der früheren Kirche, einer Zisterne und einigen Mulden (vermutlich Reste früherer Kelleranlagen) nichts mehr auf seine Existenz hin. Über die Ursachen wird spekuliert, Experten sind der Ansicht, dass der Ort einem Feuer zum Opfer gefallen sei.
Schließlich ranken sich noch Geschichten um seltsame Erlebnisse, die an der Brücke zwischen Ramsee und Andechs stattgefunden haben sollen.

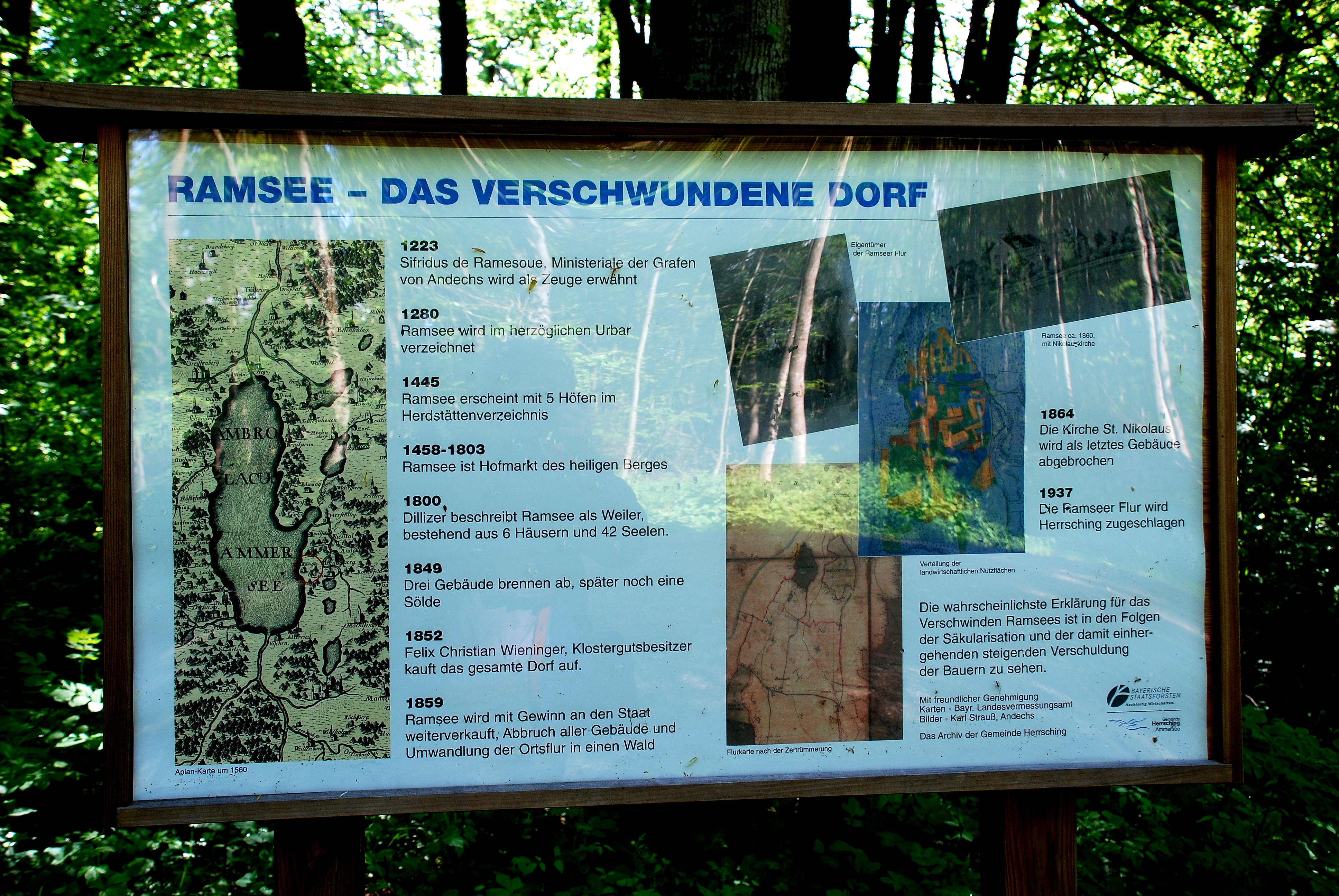
Infotafel zu Ramsee
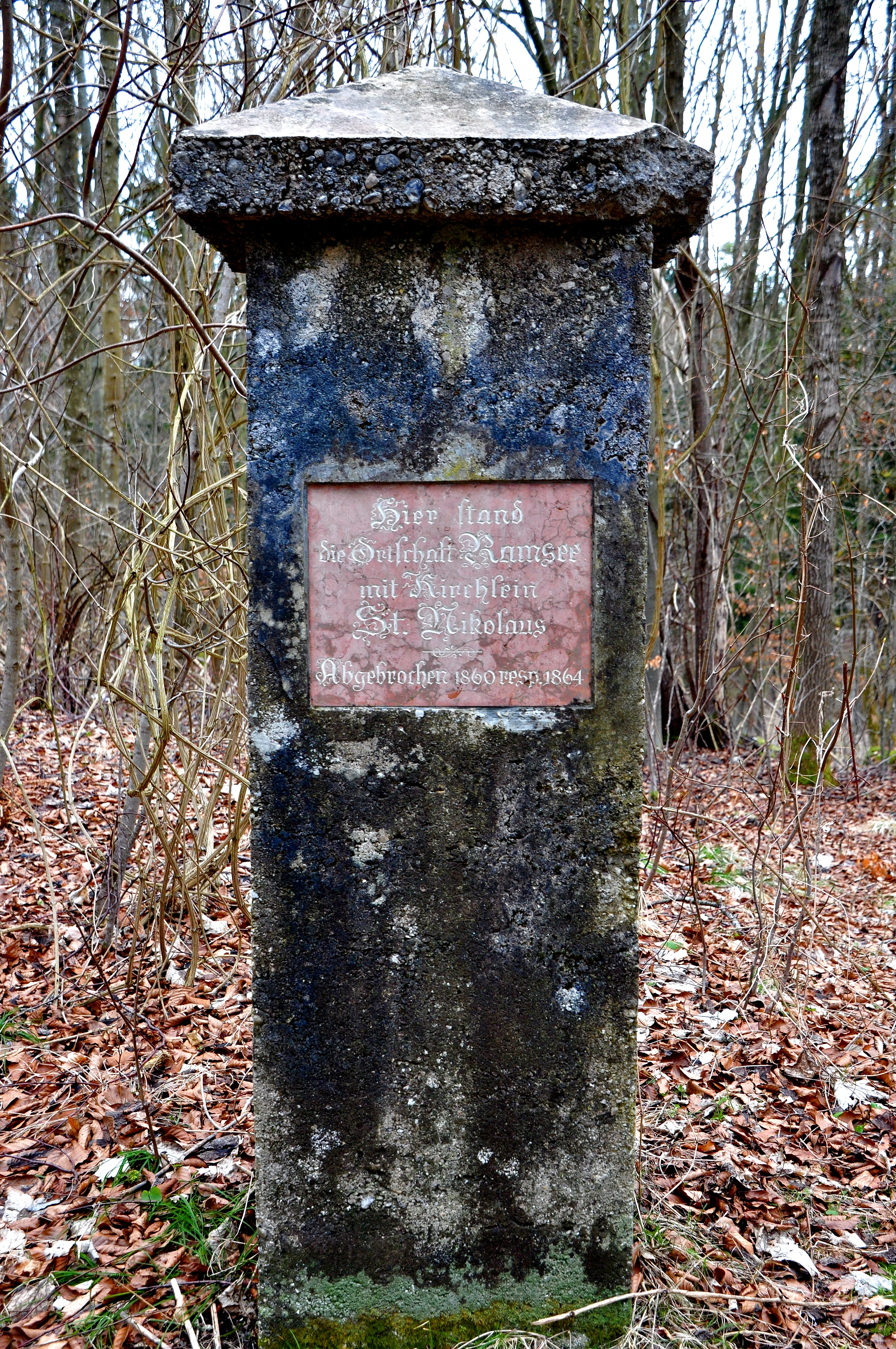
Ramsee-Denkmal
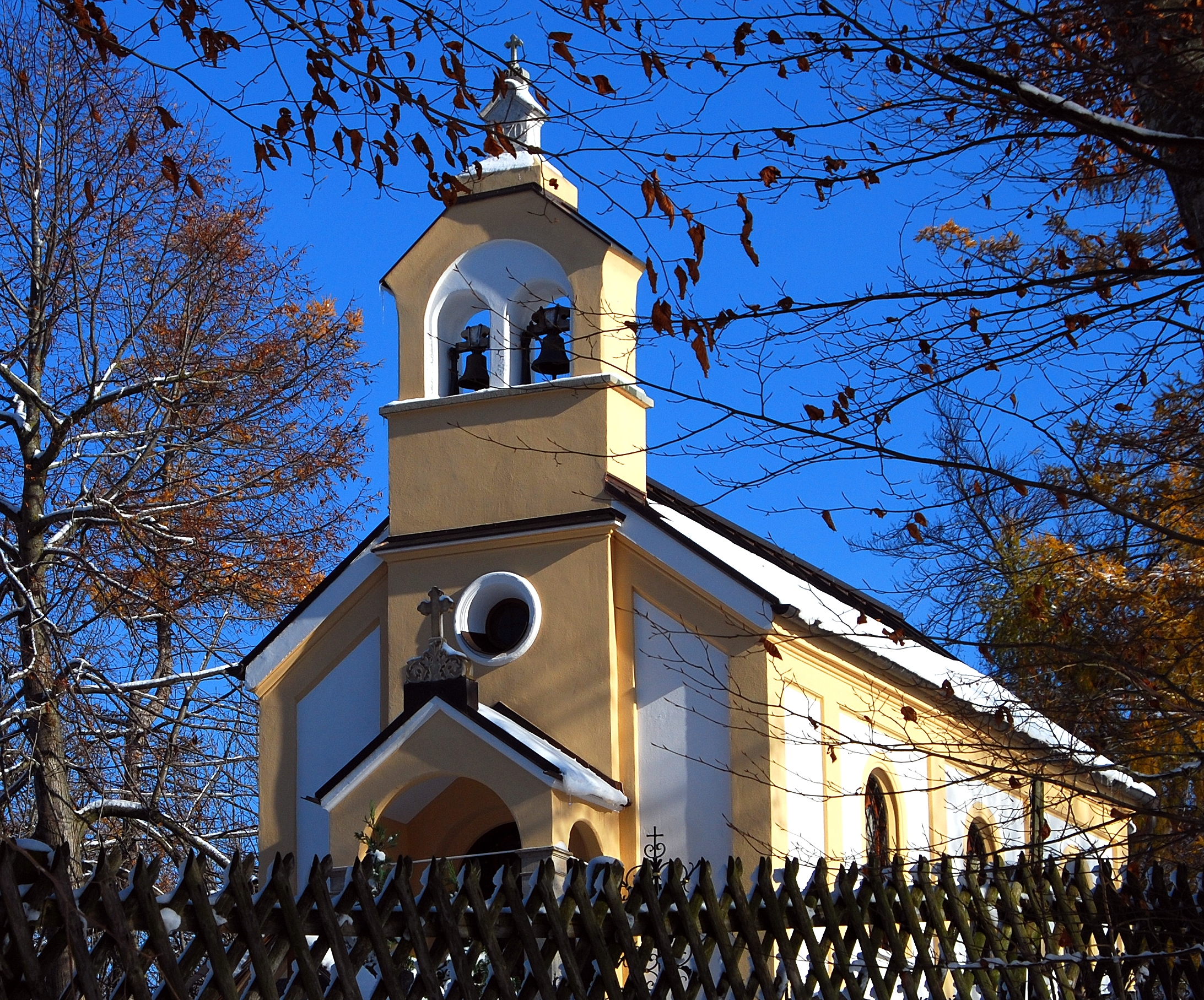
Erhaltene alte Glocken der ehem. Ramseer Kirche